# Pericei
Pericei (Roemeens), Szilágyperecsen (Hongaars) is een Roemeense gemeente in het district Sălaj.

## Bevolking
De gemeente Pericei telde tijdens de volkstelling van 2011 in totaal 3768 inwoners. De meerderheid van de bevolking (2129 personen) waren etnische Hongaren.